# Roman Kolinka

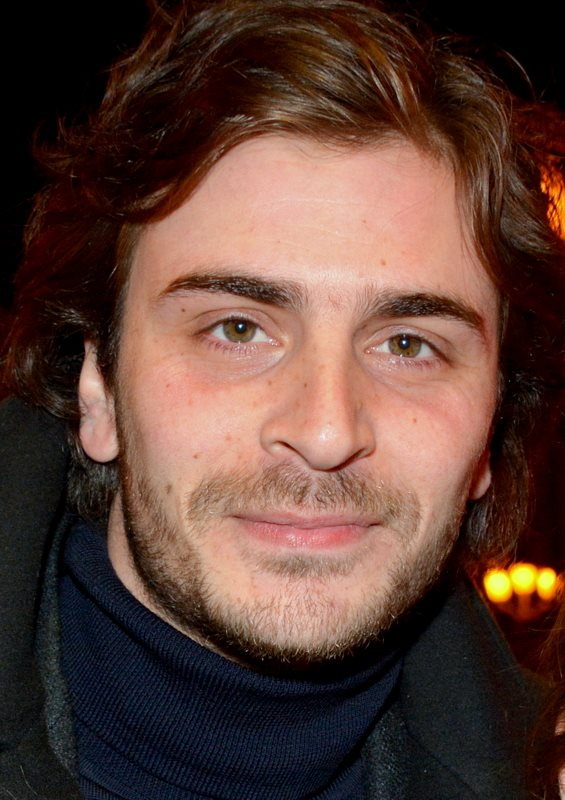
Roman Kolinka bei der Nominierungsveranstaltung für den César 2017

Roman Kolinka (* 16. September 1986 in Paris) ist ein französischer Filmschauspieler.

## Leben
Roman Kolinka wurde 1986 in Paris geboren. Seine Mutter ist die 2003 verstorbene Schauspielerin Marie Trintignant, die mit dem Regisseur Samuel Benchetrit verheiratet war. Sein Vater ist der Musiker und Filmkomponist Richard Kolinka, Schlagzeuger der ehemaligen Rockband Téléphone. Er ist verheiratet und hat einen Sohn.

## Filmografie (Auswahl)
- 2012: Die wilde Zeit (Après mai)
- 2013: Juliette
- 2014: Eden
- 2016: Alles was kommt (L’avenir)
- 2018: Maya
- 2023: And Yet We Are All Blind (Toi non plus tu n’as rien vu)